# 碓氷峠の森公園交流館「峠の湯」
碓氷峠の森公園交流館「峠の湯」（うすいとうげのもりこうえんこうりゅうかん とうげのゆ）は、群馬県安中市松井田町坂本1222にある、株式会社ヤマテ・コーポレーションが運営している日帰り温泉とレストランなどが入る施設である。
本項では、トロッコ列車シェルパくんのとうげのゆ駅についても記述する。

## 概要
かつて霧積川沿い左岸4 kmの所に自然湧出の碓氷温泉というものが存在し、昭和初期ごろから別荘で利用されていた。その後、温泉入口に旅館があったが廃業となった。
2001年（平成13年）4月にオープンし、建物は鉄筋コンクリートで一部が木造である。エントランスにはめがね橋を模したレンガ造りのものが採用された。
2013年（平成25年）7月31日に火災が発生し、長期にわたって休業していたが、2015年（平成27年）12月1日に再開した。再開後は中央棟の1階のみ入館料不要で利用することができるようになった。
また、碓氷峠鉄道文化むらのトロッコ列車「シェルパくん」の終着駅であるほか、アプトの道のおおよその中間点でもあり、ふれあいテラスからアプトの道に行くこともできる。

## 沿革
- 2001年（平成13年）4月：オープン。
- 2005年（平成17年）3月22日：シェルパくんが開業し、とうげのゆ駅が開設される（通常運行開始は26日から）。
- 2013年（平成25年）7月31日：未明に火災が発生、休業。
- 2015年（平成27年）12月：リニューアルオープン。式典が行われる[3]。
- 2024年（令和6年）4月1日：指定管理者が碓氷峠交流記念財団から株式会社ヤマテ・コーポレーションに移管する[4]。

## 入浴施設
源泉は、東軽井沢温泉ゆたかの湯であり、泉温も低いため、加水や加温、循環濾過、塩素を加えている。
和風大浴場「碓氷」と洋風大浴場「霧積」は、1週間で男風呂と女風呂がローテーションしている。

### 和風大浴場「碓氷」
室内風呂と露天風呂そのほか水風呂、高温サウナ、エアーレスジェットバスがあり、浴槽は石造りで壁材にはヒノキを多用した木材を使用している。風呂からは東側の裏妙義の自然を眺めることができる。
室内大浴槽は14.8m2、露天風呂は18.0m2、水風呂は2.4m2となっており、室内浴槽より露天風呂の方が面積が広くなっている。

### 洋風大浴場「霧積」
浴槽は石造りの洋風で、露天風呂は円形の石造りになっている。露天風呂には壺風呂が併設されており、高温サウナと水風呂もある。風呂からは浴場の名前ともなっている霧積の山々を一望することができる。
室内大浴場は18.6m2、露天風呂は16.8m2となっており、和風大浴場「碓氷」とは違い、室内浴槽の方が面積が広くなっている。

### 家族風呂「刎石」・「龍駒」
タイル張りの浴室と石造りの浴槽があり、洋間の休憩室（13.2m2）をもつのが「刎石」、木造りの浴室・浴槽、畳が敷いてある和室（8畳）の休憩室をもつのは「龍駒」である。また利用にはいずれも予約が必要であるが、当日の予約がなければ予約なしでも入ることはできる。

## カフェ「アプトの道」
西棟1階にあり、アプト式鉄道全盛の明治〜昭和初期を思わせる、レトロモダンの雰囲気がある。また入浴受付の外にあるため食事だけの使用も可能である。
メニューはパスタやカレーなど洋風メニューを提供している。また、リニューアル後は峠の釜めしの販売は行っていない。

## 峠の茶屋
大浴場の隣、2階中央棟にある。売店のみで食事はお休み処「やすらぎの場」 ラウンジ「くつろぎの場」で行えるようになっている。カフェ「アプトの道」と違い受付の中にあるため入場料を払わないと入ることはできない。メニューもカフェ「アプトの道」と違い定食やおつまみなどがある。
テーブル10卓に椅子55脚で構成されているくつろぎの場は峠の茶屋で買ったものを食べる以外にも使用できる。畳70畳で構成されているやすらぎの場も食事利用以外でも使用できる。また、峠の湯では大浴場を除くすべてで無線LAN環境が整っている。

## 火災
2013年7月31日未明に火災が発生。出火したのはロビーなどがある中央棟で、2階エレベーター付近が激しく燃えていたことから電気関係からの出火が有力と考えられていたが、電気配線からの状況で断定、推定に導く物証がなかったことでこの火災の原因は不明とされている。また、この火災では初期消火はされていなかった。
7月31日午前2時30分に自動火災報知設備の発報で出動し、近隣住民からの119番通報で出動中に建物火災の指令に切り替わった。鎮火したのは同日午前6時50分だった。

### 火災後の経過
この火災により中央棟は解体のち改築となり、被害が少なかった東西の棟は火災による焦げやにおいが残ったため全面的なリフォームとなった。浴場が入る東棟のボイラーはそのまま使用するが、浴槽などその他の設備は元々、傷みが著しかったため造り直した。

## とうげのゆ駅

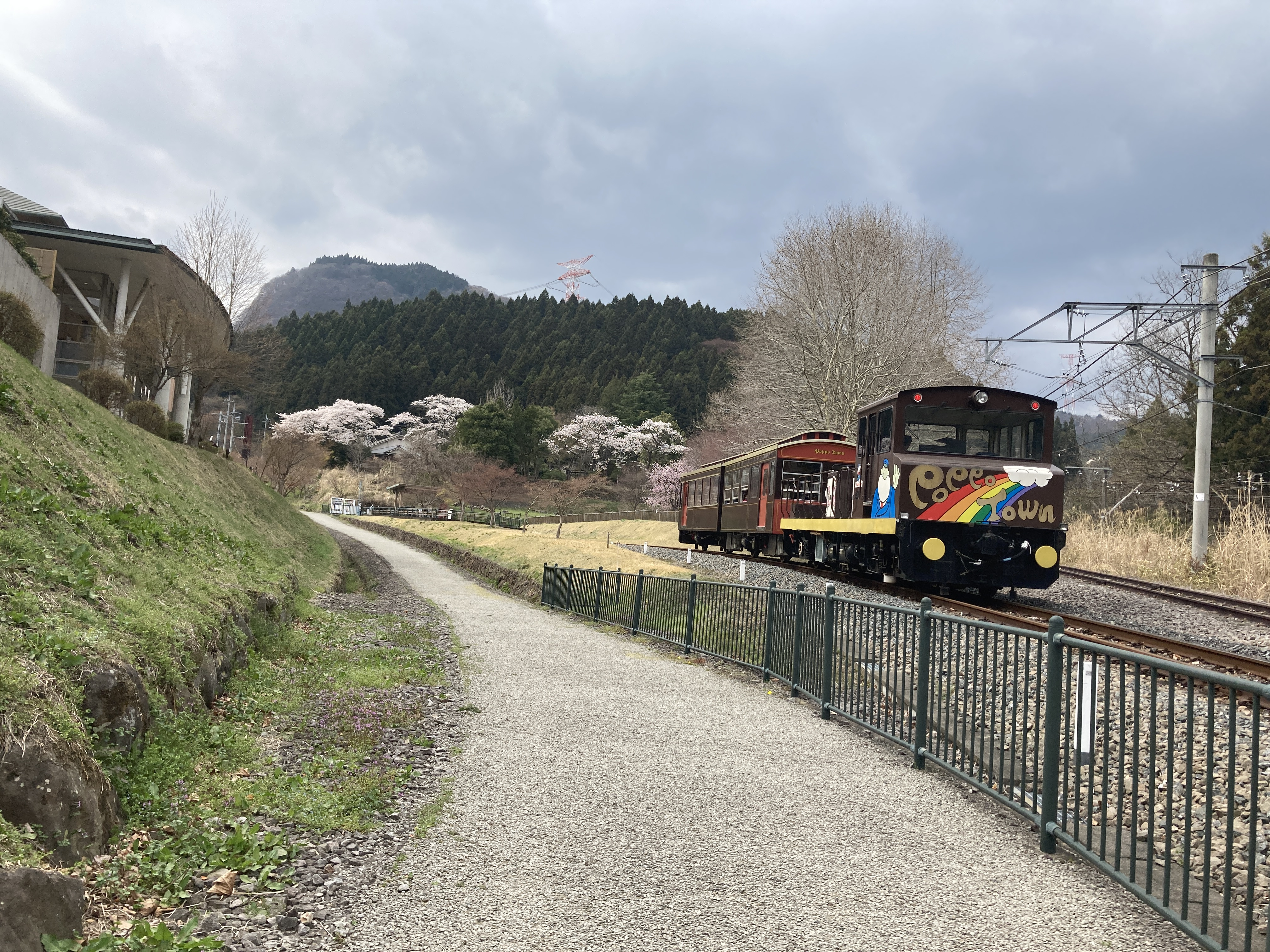
当駅に到着するシェルパくん

ぶんかむら駅から旧信越本線の線路を使い、まるやま駅を経由し当駅まで来ている。なお当駅・当路線は鉄道事業法に基づくものではなく、碓氷峠鉄道文化むらの園内遊具扱いであり、2024年4月1日以降も管理は碓氷峠交流記念財団が行っている。
単式ホーム1面1線の地上駅で、峠の湯とはアプトの道を挟んだ向かい側にある。ホームの手前には上屋があり、椅子や自動販売機が設置されており、さながら待合室のようになっている。折り返して乗車する場合は、一度ホームの外に出て改札を受けなければならない。旧信越本線の路線を使い走っているが、当駅は本線から分岐して作られている。分岐点から信越本線新線の軽井沢方は廃線ウォークなどを除き立入禁止となっている（アプトの道は旧線を使用して作られている）。
列車別改札のため、発車後や入線前にホームに入ることはできない。
2011年5月に機関車（DB201）が故障し、急勾配区間での運行ができなくなったため手前のまるやま駅までの運行となったが、2013年3月27日に新造機関車MR1106が導入され、当駅までの運行が再開された。
2025年までに安中市観光機構が当駅から熊ノ平駅までED42やEF63を模した電動のレールカートを運行する計画がある。

## ギャラリー

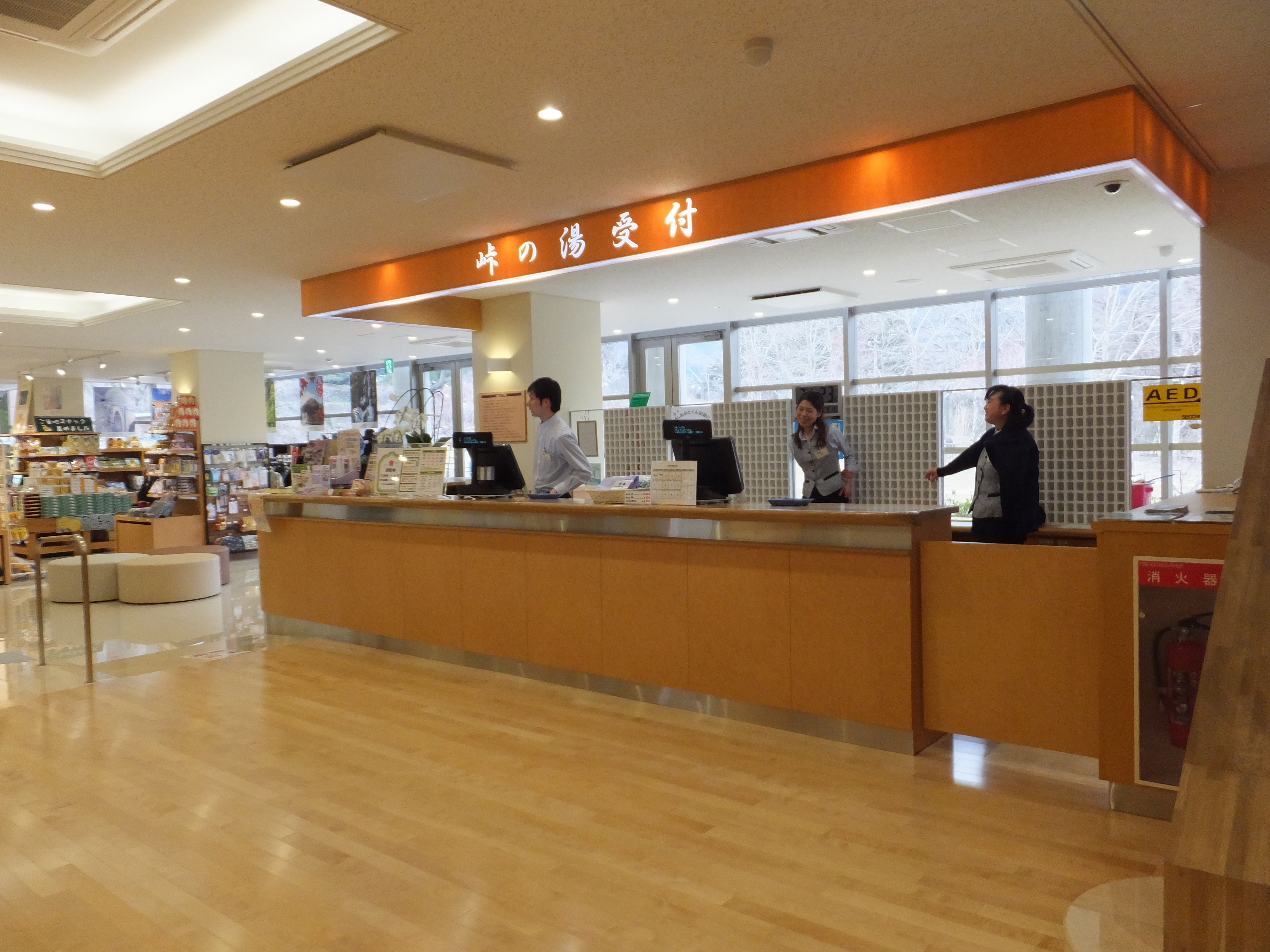
受付
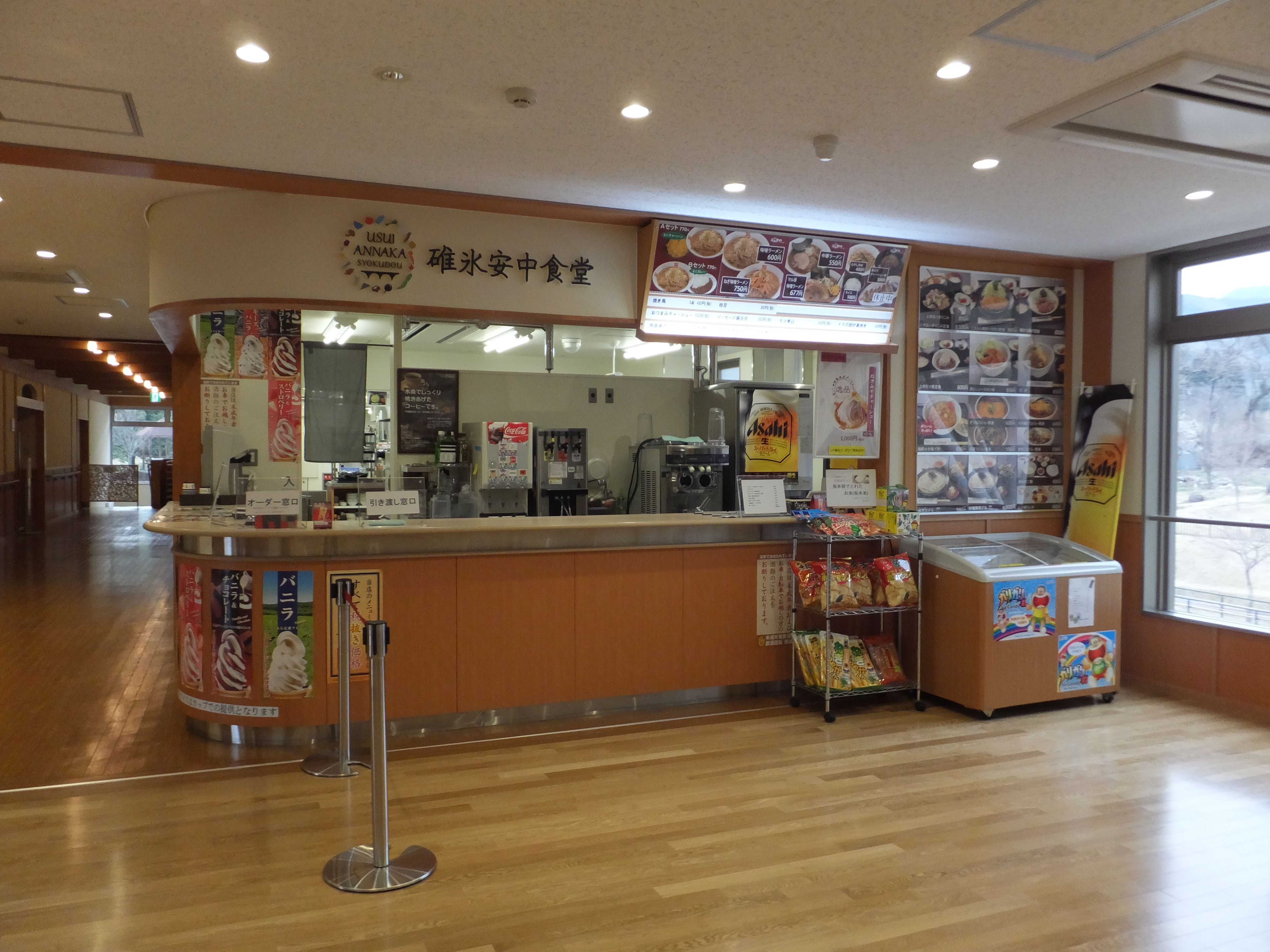
2階 碓氷安中食堂